# Gipswerk (Neckarzimmern)
Koordinaten: 49° 18′ 43″ N, 9° 8′ 40,4″ O

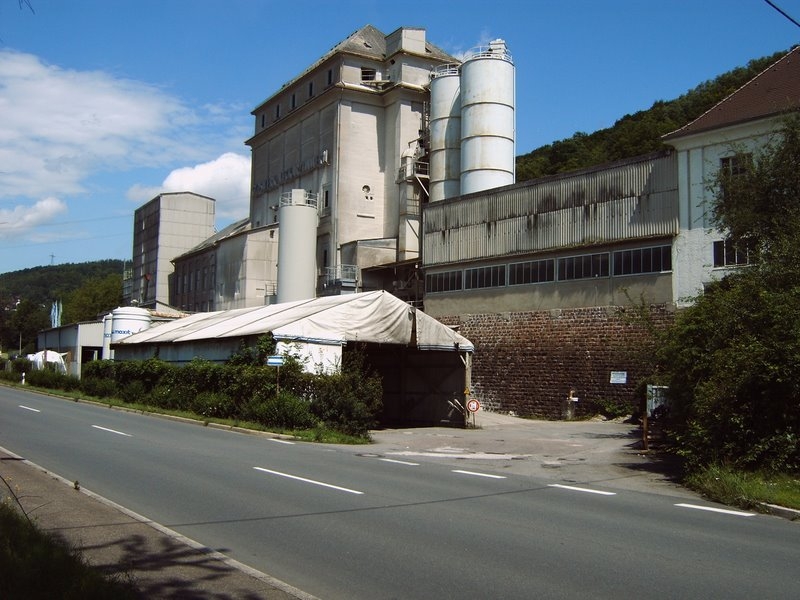
Gipswerk in Neckarzimmern

Das Gipswerk in Neckarzimmern im Neckar-Odenwald-Kreis geht auf ein im Ersten Weltkrieg errichtetes Bürogebäude der BASF zurück, das zum Betrieb des benachbarten Gipsstollens in Neckarzimmern erbaut wurde. Das Bürogebäude wurde nach dem Krieg im Zuge der Demontage des Reichsschwefelwerks und seiner zugehörigen Anlagen als Silogebäude und später als Gipswerk genutzt. Das Gipswerk liegt direkt an der B 27 längs des Neckars.

## Bürogebäude und Silo der BASF
Wenige Jahre vor dem Ersten Weltkrieg gelang es, das zuvor nur in Kokereien anfallende Ammoniak nach dem Haber-Bosch-Verfahren (Patentanmeldung 1910 durch die BASF) unter Verwendung von Gips großtechnisch herzustellen. Ammoniak war ein wichtiges Zwischenprodukt zur Herstellung von Ammoniumnitrat, das sowohl als Düngemittel Verwendung fand, als auch zur Herstellung von Sprengstoffen (ANC, ANNM). Daraufhin war die BASF unter großer Geheimhaltung über Strohmänner auf der Suche nach geeigneten Gipsvorkommen in der Nähe ihres Werkes in Ludwigshafen-Oppau. Fündig wurden sie in Neckarzimmern, wo schon seit längerer Zeit ein Gipsstollen betrieben wurde, der sich im Besitz der Herren von Gemmingen befand. Am 1. Mai 1914 kaufte die BASF diesen Stollen, in dem bis dahin etwa 30 Mitarbeiter beschäftigt waren, und baute ihn erheblich aus, auch um das ab 1916 erbaute Reichsschwefelwerk im benachbarten Haßmersheim beliefern zu können.
Hierzu, sowie zum Bau des Reichsschwefelwerks, bedurfte es auch einer umfangreichen Verwaltung und den dafür notwendigen Büroraum. Dieser wurde 1915 durch Errichtung eines neuen Gebäudes geschaffen. Nach dem Ersten Weltkrieg musste das Reichsschwefelwerk geschleift werden und das Bürogebäude wurde größtenteils zum Rohsteinsilo für das BASF-Werk in Oppau umgebaut.

## Die Nutzung als Gipswerk
Nach dem Zweiten Weltkrieg herrschte eine große Nachfrage nach Baustoffen, so auch nach Gips. So mietete die Firma Portland-Zementwerke Heidelberg AG 1946 für zunächst fünf Jahre das zum Silogebäude umfunktionierte ehemalige Bürogebäude. Gleich darauf wurde darin eine Gipsproduktion eingerichtet, die im Juni 1948 anlief. Es war damit mit einigen Jahren Abstand das zweite Gipswerk in Neckarzimmern. Zunächst wurde Stuckgips und der „Heidelberger Löwengips“ hergestellt. Aus technischen Gründen und wegen der Benutzung eines unbekannten Ofentyps gab es aber erhebliche Qualitätsprobleme. Mit der Umstellung auf Putzgips im Jahre 1950 hatte man aber die Qualitätsprobleme im Griff und der Absatz stieg. Jedoch erschöpften sich mittlerweile die brauchbaren Gipsvorkommen unter dem Hornberg und der abgebaute Rohgips wurde immer schlechter. Da die Firma aber auch im benachbarten Obrigheim schon seit 1905 ein Gipsbergwerk (das größte und älteste in Deutschland) betrieb, konnte man den Rohgips in der geforderten Qualität von dort beziehen. 1958 wurde das Gebäude schließlich käuflich erworben.
In der Folgezeit gab es vielfach teils heftige Beschwerden aus der Bevölkerung an die Betreiber des Gipswerkes, sowie an die Eigentümerfamilie des Stollens, die Freiherren von Gemmingen, wegen der vom Gipswerk ausgehenden Staubemissionen. Der weiße Staub regnete auf die Umgebung des Gipswerkes nieder und ließ sie oft wie eingeschneit aussehen.
Noch zu Beginn der 1960er-Jahre wurde vorwiegend der Putzgips „Doppelbrand Hornberg“ produziert. Danach wurde die Produktion immer mehr auf Spezialgipse umgestellt. Das Gipswerk wurde im Sommer 2016 geschlossen.